# Heterodontidae
Famille
Heterodontidae est une famille de requins primitifs.

## Genres
Selon World Register of Marine Species (29 juin 2021) et BioLib (29 juin 2021), il n'existe qu'un seul genre actuel :
- genre Heterodontus Blainville, 1816 (10 espèces actuelles)

Genres fossiles selon Paleobiology Database (29 juin 2021) :
- genre Acrodonchus †
- genre Amacanthus †
- genre Centracion †
- genre Centrodus †
- genre Chalazacanthus †
- genre Drepanephorus †
- genre Echinodus †
- genre Gyropleurodus †
- genre Hoplonchus †
- genre Hybodopsis †
- genre Lepracanthus †
- genre Lispacanthus †
- genre Paracestracion †
- genre Proheterodontus †
- genre Psilacanthus †
- genre Pycnacanthus †
- genre Rhabdiodus †
- genre Selachidea †
- genre Strongyliscus †
- genre Strophodus †
- genre Styracodus †
- genre Tropidodus †

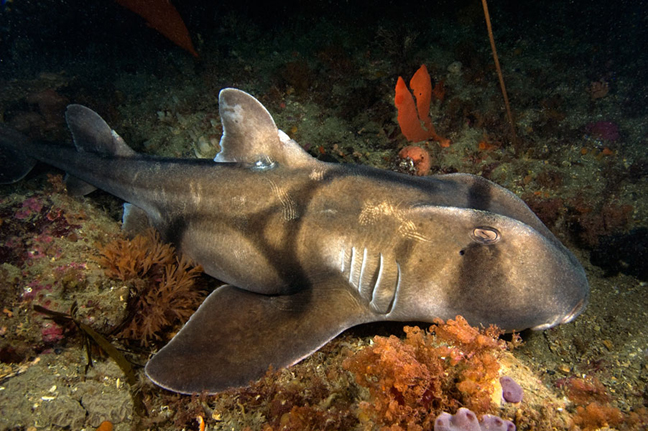
Heterodontus portusjacksoni, endémique à l'Australie
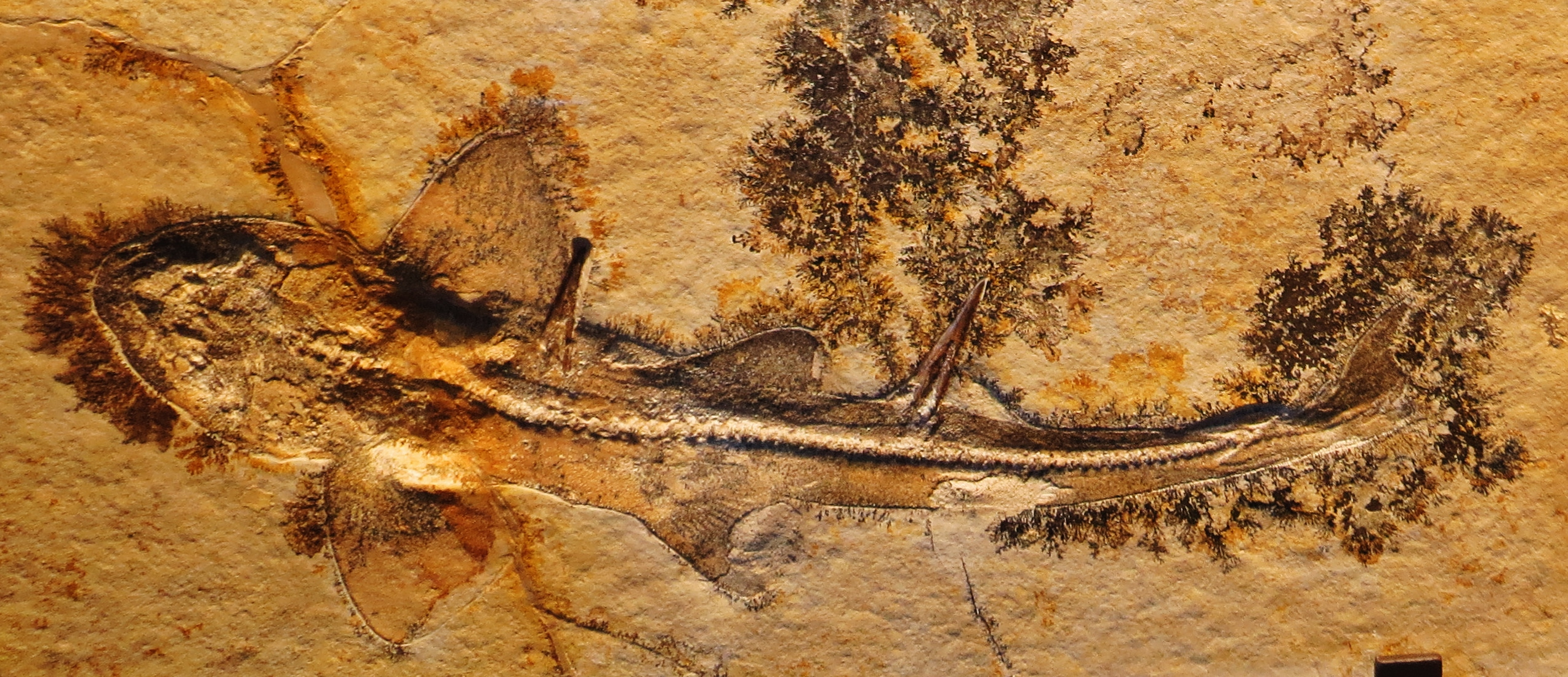
Fossile d'Heterodontus falcifer
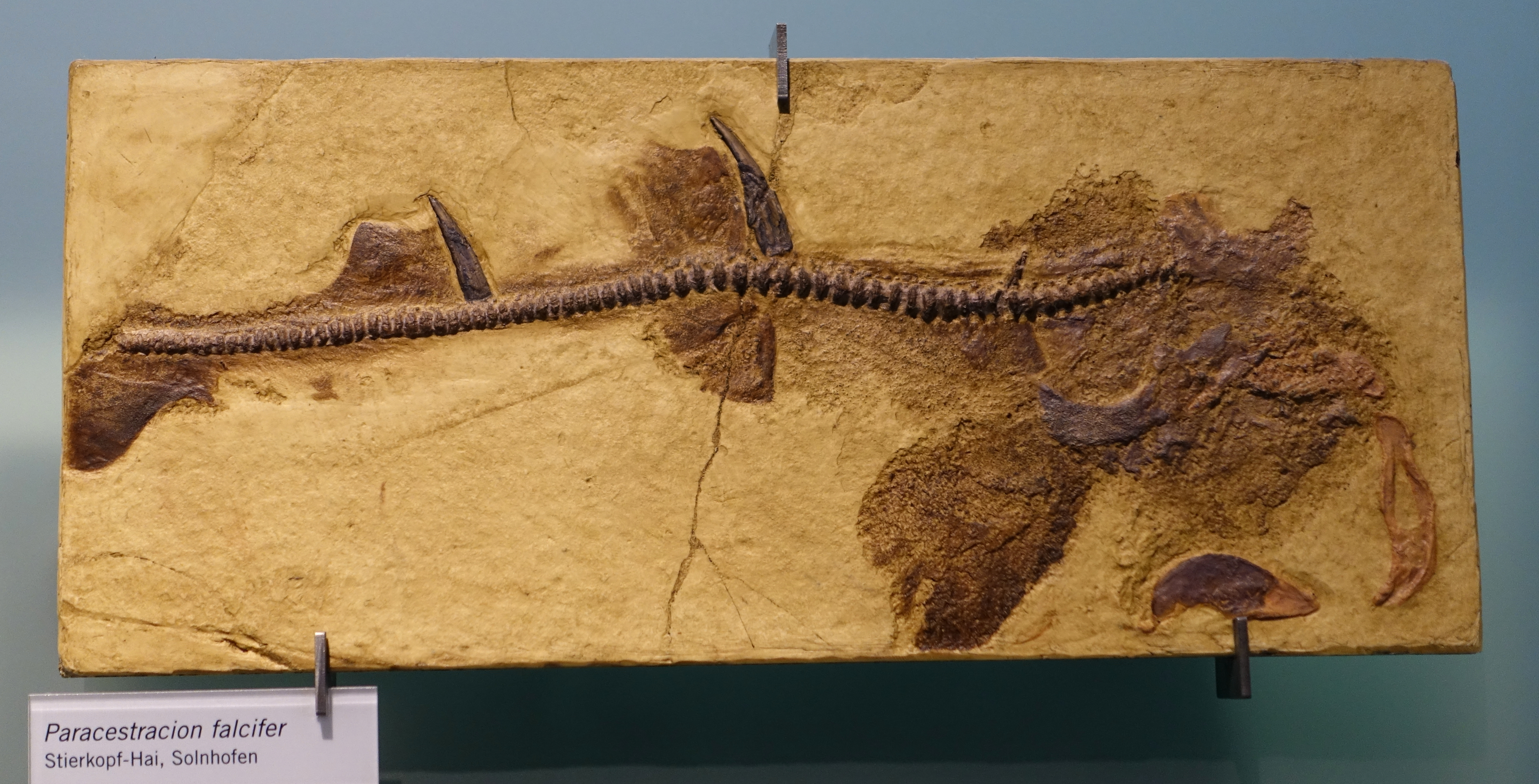
Fossile de Paracestracion falcifer